# Heiji monogatari

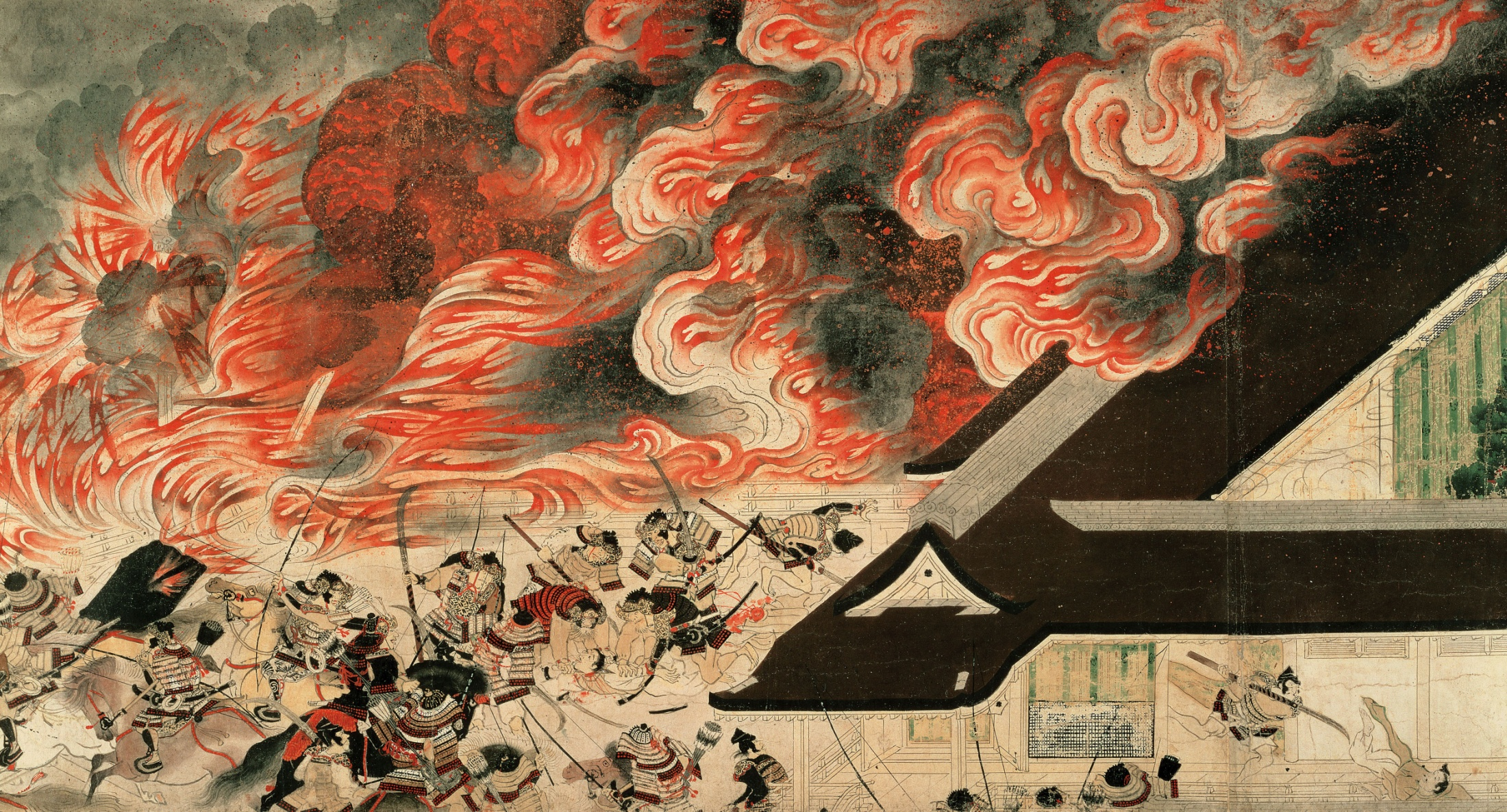
Attaque nocturne et incendie du palais de Sanjō (détail du Heiji monogatari emaki).

Le Heiji monogatari (平治物語), en français le Dit de Heiji, est une épopée guerrière qui relate les événements de la rébellion de Heiji (1159-1160), au cours de laquelle le chef de clan samouraï Minamoto no Yoshitomo attaque et assiège Kyoto dans le cadre d'un conflit de succession impériale qui l'oppose à Taira no Kiyomori, chef du clan Taira. Il s'agit d'un des contes épiques les plus fameux de la littérature japonaise.

## Le texte et ses supports
Comme c'est le cas pour la plupart des monogatari, le récit existe sous trois formes de représentation : écrite, orale et peinte. Le texte original, parfois attribué à Hamuro Tokinaga, comprend 36 chapitres. Comme la plupart des autres monogatari, le texte du Heiji monogatari a été réécrit et révisé de nombreuses fois au cours du temps et s'est par ailleurs développé en tradition orale. Le plus souvent, le Heiji monogatari est récité comme une continuation du Hōgen monogatari, qui rapporte les événements touchants de près à la rébellion de Hōgen.
La version illustrées sur rouleau de papier du conte, appelée Heiji monogatari emaki ou Heiji monogatari ekotoba, date du XIIIe siècle et fut un temps attribuée à Sumiyoshi Keion (théorie jugée peu probable désormais). Chaque rouleau commence et se termine par une partie écrite du conte qui décrit les événements représentés sur une peinture unique couvrant toute la longueur du rouleau. La plus célèbre scène des trois rouleaux restants est peut-être l'incendie qui a lieu lors du siège du palais de Sanjō. Si les peintures présentent un intérêt certain pour la compréhension du Japon médiéval, les textes sont en revanche peu informatifs en raison de leur brièveté.
Le Heiji monogatari présente un conflit entre les anciennes élites aristocratiques et les nouvelles élites militaires. Le récit du Heiji s'éloigne du modèle narratif comparativement simple du Hōgen monogatari vers une approche plus complexe qui suggère un besoin de principes plus nuancés et de politiques plus souples devenus plus appropriés pour des temps désespérés.

## Rivalités
Comme dans le Hōgen monogatari, des rivalités à de multiples niveaux et inter-relationnelles amènent à la guerre et les principaux protagonistes sont présentés selon l'ordre traditionnel de leur statut : Les empereurs et les anciens empereurs d'abord, puis les ministres Fujiwara en deuxième suivis des guerriers du clan Minamoto en troisième.
- Premier niveau de rivalité -- conflits entre empereurs :
  - Empereur cloîtré Go-Shirakawa (後白河天皇), 1127–1192
  - Empereur Nijo (二条天皇), 1143–1165
- Deuxième niveau de rivalité -- conflits entre aristocrates kuge :
  - Fujiwara no Michinori (藤原通憲), également connu par son nom de prêtre, Shinzei (信西), 11__-1160
  - Fujiwara no Nobuyori (藤原信頼), 1133–1159
- Troisième niveau de rivalité -- conflits entre (et au sein) de clans guerriers
  - Taira no Kiyomori (平 清盛), 1118–1181
  - Minamoto no Yoshitomo (源 義朝, 1123–1160[8].

Comme dans le Hōgen monogatari, la structure narrative est divisée en trois segments :
- La première partie présente les personnages et les rivalités qui les opposent.
- La deuxième partie relate le cours des conflits[9].
- La troisième partie rapporte les tragiques conséquences[10].

## Historiographie dumonogatari
Les Japonais ont développé un certain nombre de stratégies complémentaires pour la capture, la conservation et la diffusion des éléments essentiels de leur histoire nationale communément acceptée - chroniques des souverains et des événements, biographies des personnalités éminentes et le conte militaire ou gunki monogatari. Cette dernière forme a évolué à partir d'un intérêt dans l'enregistrement des activités des conflits militaires à la fin du XIIe siècle. Les grandes batailles, les escarmouches et les petits conflits individuels - ainsi que les personnalités militaires qui animent ces contes - ont tous été transmis de génération en génération sous la forme narrative du Hōgen monogatari (1156),  du Heiji monagatari (1159-1160) et du Heike monogatari (1180-1185).  
Dans chacun de ces monogatari familiers, les figures centrales sont populaires, les événements majeurs sont généralement compris et les enjeux tels qu'ils ont été compris à l'époque sont classiquement admis comme éléments de la fondation de la culture japonaise. La précision de chacun de ces documents historiques appelle nécessairement une étude plus approfondie et certains épisodes ont résisté à un examen minutieux, tandis que d'autres « faits » présumés se sont révélés être inexacts.